# Græsk-tyrkiske krig (1919-1922)
|  | For andre konflikter mellem Grækenland og Tyrkiet/Det Osmanniske Rige, se Græsk-tyrkiske krig |
Den græsk-tyrkiske krig 1919–1922 (krigen i Lilleasien eller det græske felttog i den tyrkiske uafhængighedskrig) var en række militære sammenstød under opdelingen af det Osmanniske Rige efter 1. verdenskrig mellem maj 1919 og oktober 1922. Krigen blev udkæmpet mellem Grækenland og den tyrkiske nationalbevægelses styrker, som senere etablerede Republikken Tyrkiet.
Det græske felttog blev indledt, fordi de vestlige allierede og særligt den britiske premierminister David Lloyd George havde lovet Grækenland de områder ved det Ægæiske Hav, hvor der boede grækere. Felttoget endte med, at Grækenland måtte opgive landområderne de havde vundet under krigen, og at grænserne blev, som de var før krigen. Et resultat af krigen var også folkeudvekslingen mellem Tyrkiet og Grækenland som følge af Lausanne-traktaten, der indebar, at 500.000 muslimer forlod Grækenland, og at 1.500.000 kristne forlod Lilleasien.
Grækenlands mislykkede militære operationer og Ententemagternes tab i den tyrkisk-armenske og den fransk-tyrkiske krig mod de tyrkiske revolutionsstyrker tvang dem tilbage til forhandlingsbordet, hvor de både måtte opgive Sèvres-traktaten for den nye traktat i Lausanne og godkende Republikken Tyrkiets selvstændighed og republikkens suverænitet over Østthrakien og Anatolien.